# Zoni Weisz

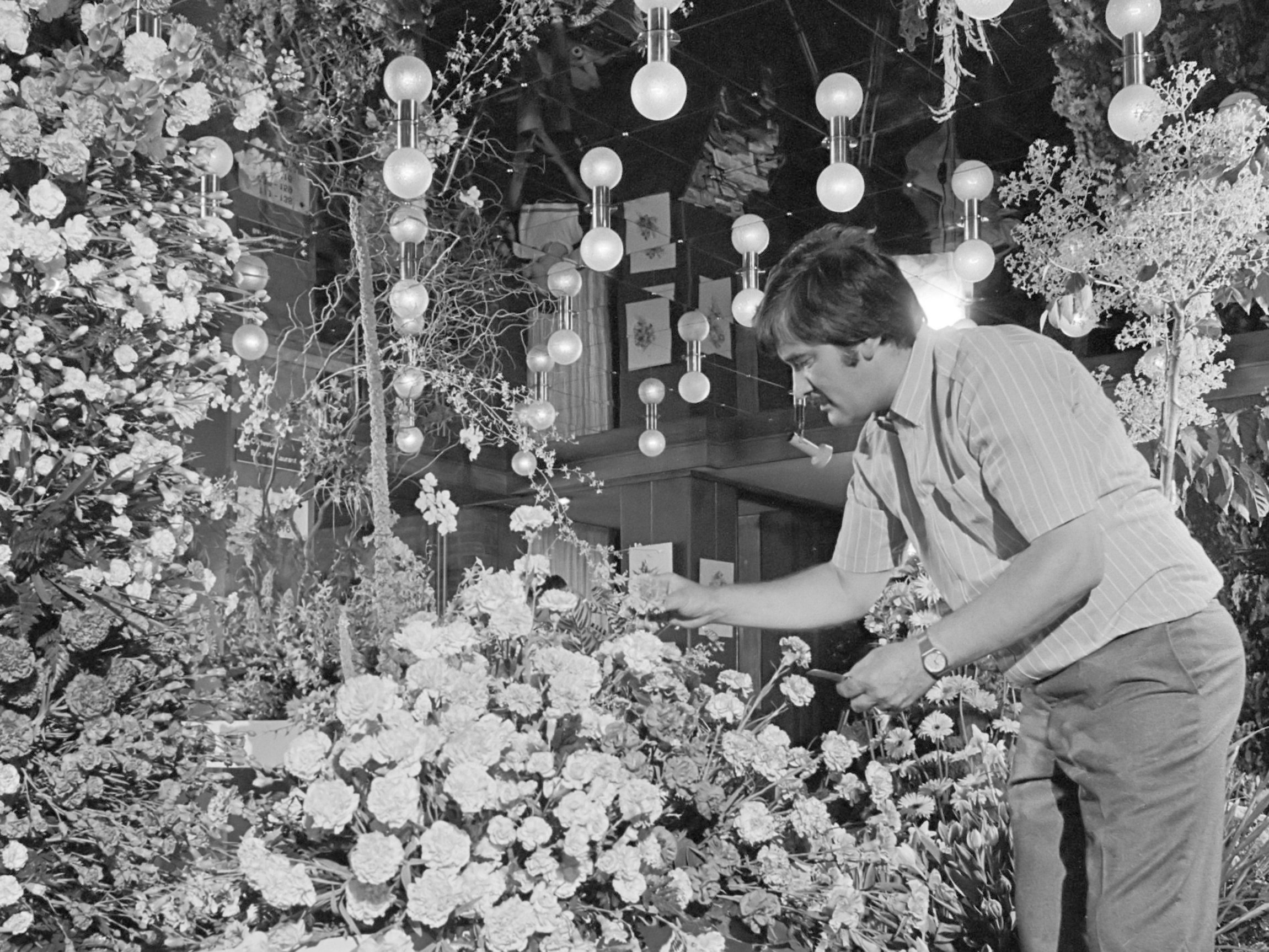
Zoni Weisz (1983)

Zoni Weisz (eigentlich Johan Weisz; * 4. März 1937 in Den Haag) ist ein niederländischer Sinto, Überlebender des Holocaust und Florist.

## Leben
Weisz ist das älteste Kind von Jacoba und Johannes Weisz, einem Musiker und Instrumentenbauer, der ein Musikgeschäft in Zutphen betrieb. Er hatte drei Geschwister.
Als am 16. Mai 1944 in den Niederlanden Razzien stattfanden, die gegen die „Zigeuner“ gerichtet waren, sollten Weisz und seine Familie in das polizeiliche Judendurchgangslager Westerbork gebracht werden.
Da sich Weisz bei einer Tante in einem Dorf außerhalb der Stadt versteckt hielt, entging er zunächst der Verhaftung, wurde allerdings kurze Zeit später entdeckt und sollte gemeinsam mit der restlichen Familie in das Zigeunerlager Auschwitz deportiert werden. Da am 19. Mai 1944 der als „Zigeunertransport“ bezeichnete Deportationszug mit 245 niederländischen Sinti und Roma bereits auf dem Weg nach Auschwitz war, wurde entschieden, dass die Familie nach Assen gebracht werden sollte, um dort den Deportationszug zu besteigen. Durch die Hilfe eines niederländischen Polizisten, der dem Widerstand gegen den Nationalsozialismus angehörte, gelang Weisz die Flucht in einen anderen Zug, während seine Familienmitglieder nach Auschwitz deportiert und in der Folge dort oder im KZ Mittelbau-Dora ermordet wurden.
Weisz und seine Verwandten versteckten sich zunächst in Wäldern und kamen dann bei Bauern unter. Schließlich erreichte Weisz seine Großeltern, bei denen er bis Kriegsende bleiben konnte.
Weisz besuchte dann wieder die Schule, die er erfolgreich abschloss, und arbeitete zunächst als Aushilfe bei einem Floristen; danach besuchte er die Gartenbau-Schule. Weisz bewarb sich erfolgreich auf eine Ausbildungsstelle als Gärtner am Königlichen Hof. Nach seiner Ausbildung leistete er einen zweijährigen Militärdienst in Surinam. Nach seiner Rückkehr arbeitete Weisz bei dem bekannten niederländischen Blumenhändler Georg Kirsch in Amsterdam und studierte Ausstellungsarchitektur und Kunstgeschichte.
1958 übernahm Weisz den Betrieb von Kirsch. Mit Ausstellungen wurde er international bekannt, in den Niederlanden wurde er einer der führenden Floristen. Für das größte Blumenarrangement der Welt erhielt er einen Eintrag in das Guinness-Buch der Rekorde.
Weisz arbeitete für die niederländische Königsfamilie und war als Repräsentant der niederländischen Blumenindustrie tätig.

## Engagement für die Erinnerung an die Opfer des Nationalsozialismus
Als Opfer des Nationalsozialismus ist Weisz im Niederländischen und im Internationalen Auschwitz-Komitee aktiv und hält vielfältig die Erinnerung an den Holocaust wach. Im Januar 2007 war er der Hauptredner bei der Eröffnung der Ausstellung The Holocaust against the Roma and Sinti and present day racism in Europe im Hauptquartier der Vereinten Nationen.
Weisz ist Mitglied der Jury für die Vergabe des Europäischen Bürgerrechtspreises der Sinti und Roma.
1999 schuf Zoni Weisz ein Blumenkunstwerk, das das niederländische Parlament dem deutschen Bundestag anlässlich seinen fünfzigjährigen Bestehens schenkte und das den Plenarsaal des Reichstags am 7. November schmückte. Zoni Weisz sah dies als eine „symbolische Geste an das Deutschland von heute“. Die Arbeit an dieser Blumendekoration habe ihm ein gutes Gefühl beschert, da sie sichtbar gemacht habe, dass die Nazis nicht alle Sinti und Roma ermordet haben.
Am 27. Januar 2011 hielt Zoni Weisz als erster Vertreter der Sinti und Roma anlässlich der Gedenkstunde zum Tag des Gedenkens an die Opfer des Nationalsozialismus eine Rede vor dem Deutschen Bundestag. Er erinnerte in seiner Rede an die Befreiung von Auschwitz und schilderte seine persönlichen Erfahrungen. In seiner Rede sprach Weisz auch über die weiterhin anhaltenden Verfolgung von Sinti und Roma und forderte gleiche Rechte und Chancen ein. Er hob es als bedeutend hervor, dass der damalige Bundeskanzler Helmut Schmidt im März 1982 die nationalsozialistischen Verbrechen an Sinti und Roma als rassistisch motivierten Völkermord anerkannt hat. Dies sei ein völkerrechtlich wichtiger Schritt gewesen.

## Auszeichnung
Von Königin Beatrix wurde Zoni Weisz zum Offizier des Ordens von Oranien-Nassau ernannt. Er erhielt den Orden für sein Engagement für die niederländische Blumenindustrie und seinen Einsatz für die Sinti und Roma.

## Werke
- Zoni. De vergeten holocaust: mijn leven als Sinto, ondernemer en overlevende (Autobiographie in niederländischer Sprache), Luitingh-Sijthoff, Amsterdam 2016, ISBN 978-90-245-6993-9.
- Ein gutes Leben: Zoni Weisz erzählt seine Biografie (Hörbuch). Verbrecher Verlag, Berlin 2017, ISBN 978-3-95732-168-8.
- Der vergessene Holocaust. Mein Leben als Sinto, Unternehmer und Überlebender, dtv, München 2018, ISBN 978-3-423-43362-4.